# Уильямс, Дэн (игрок в американский футбол, 1987)
Дэниел Эллис Уильямс (англ. Daniel Ellis Williams; 1 июня 1987, Мемфис, Теннесси) — профессиональный американский футболист, тэкл защиты. Играл в НФЛ за клубы «Аризона Кардиналс» и «Окленд Рэйдерс». На студенческом уровне выступал за команду университета Теннесси. На драфте НФЛ 2010 года был выбран в первом раунде под общим 26 номером.

## Биография
Дэн Уильямс родился 1 июня 1987 года в Мемфисе. Там же окончил старшую школу. Играл за её футбольную команду, в 2003 и 2004 годах помог ей выйти в плей-офф чемпионата штата. По итогам сезона 2004 года был включён в сборную звёзд Теннесси по версии Associated Press и итогам опроса журналистов. После выпуска поступил в университет Теннесси.

### Любительская карьера
Сезон 2005 года Уильямс провёл в статусе освобождённого игрока, тренируясь с командой, но не участвуя в официальных матчах. В 2006 году он дебютировал в турнире NCAA, появившись на поле в шести играх и сделав один сэк. В 2007 году он стал игроком стартового состава команды и сыграл во всех четырнадцати матчах сезона.
Турнир 2008 года Уильямс завершил одним из самых результативных тэклов защиты команды, сделав 48 захватов в двенадцати играх, в том числе 8,5 с потерей ярдов. Он и сэйфти Эрик Берри стали единственными игроками «Теннесси», делавшими как минимум три захвата в каждом матче. В сезоне 2009 года он сыграл тринадцать матчей с 70 захватами. По его итогам Уильямс был включён в состав второй сборной звёзд конференции SEC. В начале 2010 года он принял участие в Сеньор Боуле, матче всех звёзд выпускников колледжей.

#### Статистика выступлений в NCAA
| Сезон | Команда            | Игры | Захваты | Захваты | Захваты | Захваты | Захваты | Перехваты | Перехваты | Перехваты | Перехваты | Перехваты | Фамблы | Фамблы | Фамблы | Фамблы |
| Сезон | Команда            | Игры | Solo    | Ast     | Tot     | Loss    | Sk      | Int       | Yds       | Y/R       | TD        | PD        | FR     | Yds    | TD     | FF     |
| ----- | ------------------ | ---- | ------- | ------- | ------- | ------- | ------- | --------- | --------- | --------- | --------- | --------- | ------ | ------ | ------ | ------ |
| 2005  | Теннесси Волантирс | —    | —       | —       | —       | —       | —       | —         | —         | —         | —         | —         | —      | —      | —      | —      |
| 2006  | Теннесси Волантирс | 6    | 1       | 1       | 2       | 1,0     | 1,0     | 0         | 0         | 0,0       | 0         | 0         | 0      | 0      | 0      | 0      |
| 2007  | Теннесси Волантирс | 14   | 19      | 21      | 40      | 6,5     | 2,0     | 0         | 0         | 0,0       | 0         | 0         | 0      | 0      | 0      | 0      |
| 2008  | Теннесси Волантирс | 12   | 23      | 25      | 48      | 8,5     | 1,5     | 0         | 0         | 0,0       | 0         | 1         | 0      | 0      | 0      | 0      |
| 2009  | Теннесси Волантирс | 13   | 36      | 34      | 70      | 9,0     | 2,5     | 0         | 0         | 0,0       | 0         | 0         | 0      | 0      | 0      | 0      |
| Всего | Всего              | 45   | 79      | 81      | 160     | 25,0    | 7,0     | 0         | 0         | 0,0       | 0         | 1         | 0      | 0      | 0      | 0      |

### Профессиональная карьера
Перед драфтом НФЛ 2010 года Уильямса характеризовали как габаритного и мощного тэкла, способного контролировать ситуацию в центральной зоне на линии скриммиджа, который также обладает достаточной подвижностью, чтобы смещаться на другие позиции. Обозреватель SB Nation Джордан Руби отмечал прогресс в его игре, достигнутый в 2009 году под руководством тренера линейных защиты Эда Оржерона. Потенциальной проблемой игрока назывался возможный лишний вес, бывший у него на раннем этапе карьеры. Уровень физической силы Уильямса, по мнению аналитиков, не достигал элитного уровня лучшего ди-тэкла драфта Эндамукона Су.
На драфте Уильямс был выбран «Аризоной» в первом раунде под общим 26 номером. Он подписал с клубом пятилетний контракт на сумму 10,34 млн долларов. В дебютном сезоне он принял участие в пятнадцати матчах регулярного сезона, сделав 37 захватов. В 2011 году Уильямс стал игроком основного состава «Кардиналс» и сыграл десять матчей, прежде чем сломал руку и выбыл из строя на длительный срок. В чемпионате 2012 года он принял участие в пятнадцати играх, сделав 44 захвата, хотя по ходу сезона у него был период спада, когда он в пяти матчах подряд получал низкие оценки.
В сезоне 2013 года Уильямс сыграл четырнадцать матчей, две игры он пропустил после гибели отца в автокатастрофе. В чемпионате он сделал 21 захват и перехват, который вернул в зачётную зону. Снижение эффективности игрока было связано с серией травм, не позволивших ему играть в полную силу. В 2014 году он провёл шестнадцать игр, сделав 32 захвата. По данным Pro Football Focus, Уильямс вошёл в десятку лучших игроков НФЛ по эффективности действий против выноса. После окончания сезона он получил статус свободного агента. За пять лет в «Кардиналс» он сыграл в 70 матчах регулярного чемпионата, в том числе 40 как игрок основного состава.
В марте 2015 года Уильямс подписал контракт с «Оклендом». В составе «Рэйдерс» он отыграл два сезона, приняв участие в 32 матчах регулярного чемпионата и одном матче плей-офф. В 2015 году он получил максимальную за карьеру оценку от Pro Football Focus 85,1 баллов и вошёл в пятёрку лучших тэклов защиты по эффективности действий против выноса. В 2016 году Уильямс стал лучшим внутренним линейным защиты команды. При этом его эффективность в 2016 году снизилась и после окончания сезона руководство клуба приняло решение об отчислении игрока, получавшего заработную плату 4,5 млн долларов.

#### Статистика выступлений в НФЛ

##### Регулярный чемпионат
| Сезон | Команда           | Игры | Захваты | Захваты | Захваты | Захваты | Захваты | Перехваты | Перехваты | Перехваты | Перехваты | Перехваты | Фамблы | Фамблы | Фамблы | Фамблы |
| Сезон | Команда           | Игры | Solo    | Ast     | Tot     | Loss    | Sk      | Int       | Yds       | Y/R       | TD        | PD        | FR     | Yds    | TD     | FF     |
| ----- | ----------------- | ---- | ------- | ------- | ------- | ------- | ------- | --------- | --------- | --------- | --------- | --------- | ------ | ------ | ------ | ------ |
| 2010  | Аризона Кардиналс | 15   | 27      | 11      | 38      | 1       | 0,0     | 0         | 0         | 0,0       | 0         | 2         | 0      | 0      | 0      | 0      |
| 2011  | Аризона Кардиналс | 10   | 14      | 6       | 20      | 1       | 0,0     | 0         | 0         | 0,0       | 0         | 2         | 0      | 0      | 0      | 0      |
| 2012  | Аризона Кардиналс | 15   | 33      | 11      | 44      | 3       | 0,0     | 0         | 0         | 0,0       | 0         | 1         | 1      | 0      | 0      | 0      |
| 2013  | Аризона Кардиналс | 14   | 15      | 8       | 23      | 1       | 1,0     | 1         | 2         | 2,0       | 1         | 3         | 0      | 0      | 0      | 0      |
| 2014  | Аризона Кардиналс | 16   | 21      | 11      | 32      | 3       | 1,0     | 0         | 0         | 0,0       | 0         | 1         | 0      | 0      | 0      | 0      |
| 2015  | Окленд Рэйдерс    | 16   | 33      | 15      | 48      | 3       | 1,0     | 0         | 0         | 0,0       | 0         | 1         | 1      | 0      | 0      | 0      |
| 2016  | Окленд Рэйдерс    | 16   | 11      | 6       | 17      | 0       | 0,5     | 0         | 0         | 0,0       | 0         | 1         | 0      | 0      | 0      | 0      |
| Всего | Всего             | 102  | 154     | 68      | 222     | 12      | 3,5     | 1         | 2         | 2,0       | 1         | 11        | 2      | 0      | 0      | 0      |

##### Плей-офф
| Сезон | Команда           | Игры | Захваты | Захваты | Захваты | Захваты | Захваты | Перехваты | Перехваты | Перехваты | Перехваты | Перехваты | Фамблы | Фамблы | Фамблы | Фамблы |
| Сезон | Команда           | Игры | Solo    | Ast     | Tot     | Loss    | Sk      | Int       | Yds       | Y/R       | TD        | PD        | FR     | Yds    | TD     | FF     |
| ----- | ----------------- | ---- | ------- | ------- | ------- | ------- | ------- | --------- | --------- | --------- | --------- | --------- | ------ | ------ | ------ | ------ |
| 2014  | Аризона Кардиналс | 1    | 3       | 3       | 6       | 0       | 0,0     | 0         | 0         | 0,0       | 0         | 0         | 0      | 0      | 0      | 0      |
| 2016  | Окленд Рэйдерс    | 1    | 2       | 1       | 3       | 0       | 0,0     | 0         | 0         | 0,0       | 0         | 0         | 0      | 0      | 0      | 0      |
| Всего | Всего             | 2    | 5       | 4       | 9       | 0       | 0,0     | 0         | 0         | 0,0       | 0         | 0         | 0      | 0      | 0      | 0      |